# نهر مينيسوتا
نهر مينيسوتا هو أحد روافد نهر المسيسبي، طوله ما يقرب من 332 ميل (534 كم)، في ولاية مينيسوتا الأمريكية. يستجمع مياهً يقرب مقدارها من 17,000 ميل مربع (44,000 كم2)، منها 14751 ميل مربع (38200 كم2) في ولاية مينيسوتا؛ وحوالي 2000 ميل مربع (5200 كم2) في ولايتي داكوتا الجنوبية وأيوا.
يرتفع في جنوب غرب مينيسوتا، في بحيرة بغ ستون على حدود مينيسوتا مع داكوتا الجنوبية إلى الجنوب مباشرة من حد التصريف اللورنسي عند حمل فجوة تراسفرس. يتدفق إلى جنوب شرقاً نحو مانكاتو، ثم ينتقل إلى الشمال الشرقي. ينضم إلى نهر المسيسبي جنوب المدينتان التوأم منيابولس وسانت بول، بالقرب من حصن سنيلنغ التاريخي. الوادي هو واحد من عدة مناطق متميزة من مينيسوتا. بلغة داكوتا، يعني اسم مينيسوتا «المياه الملون بلون السماء أو مياه السماء الغائمة»، من mni (في كثير من الأحيان تكتب "minne" أو "mini") بمعنى «الماء» وسوتا معنى «سماء اللون» أو «سماء غائمة»، في إشارة إلى اللون الحليبي البني الذي تتخذه مياهها في مرحلة الفيضان. وقد أظهر الهنود توضيحاً لمعنى هذه الكلمات من خلال إسقاط القليل من الحليب في الماء. لأكثر من قرن قبل تنظيم إقليم مينيسوتا في عام 1849، أطلق اسم سان بيير عموماً على النهر من قبل المستكشفين والكتاب الفرنسيين والإنكليز. يظهر نهر مينيسوتا في نسخة سنة 1757 من خريطة ميتشل باسم «واديبامينيسوته [Watpá Mnísota] أو نهر سانت بيتر». في 19 يونيو، 1852، بناءاً على طلب المجلس التشريعي الإقليم بمينيسوتا، أصدر كونغرس الولايات المتحدة مرسوماً على أن يكون الاسم الأصلي للنهر، مينيسوتا، الاسم الرسمي للنهر، وأمرت جميع وكالات الحكومة الفيدرالية باستخدام هذا الاسم عند الإشارة إليه.
يصل عرض الوادي الذي يتدفق فيه نهر مينيسوتا إلى خمسة أميال (8 كلم) وبعمق 250 قدم (80 متر). تم نحته في المناظر الطبيعية من قبل نهر وارن الجليدي الضخم قبل فترة تتراوح بين 11700 و 9400 سنة في نهاية العصر الجليدي الأخير في أمريكا الشمالية. كان بيير شارل لو سويور أول أوروبي زار النهر. تمت تسميت إقليم مينيسوتا ولاحقاً الولاية على اسم النهر.